# Piz Calandari
Der Piz Calandari ist ein 2556 m ü. M. hoher Nebengipfel der Splügener Kalkberge im Schweizer Kanton Graubünden. Der Berg befindet sich – obwohl nördlich der Gemeinde Sufers im Rheinwald gelegen – auf der Grenze der beiden Schamser Gemeinden Andeer und Muntogna da Schons.

## Charakteristik
Der Piz Calandari gehört zu einem Rücken, der sich vom Cufercalhorn zum Piz Vizan zieht. Ein namenloser Punkt innerhalb dieses Rückens und der Pass ‘Farcletta digl Lai Pintg’ zwischen dem Cufercalhorn und diesem Punkt sind jedoch höher als der Piz Galandari selber.
Eine Besonderheit an diesem Gipfel ist sein weisses Kalkgestein, nicht klettertechnisch, sondern anschaulich betrachtet. Etwas östlich des Gipfels befindet sich ein Bergsturzkegel, erstaunlicherweise ohne dazugehörenden Berg und mit nur geringer Hangneigung weit unter 30 Grad.
Nordwestlich des Piz Calandari liegt der Lai da Calandari auf 2436 m ü. M. Er ist von der Cufercalhütte aus am Piz Calandari vorbei in 35 Minuten erreichbar.

## Referenz
Landeskarte 1:25'000 Blatt 1235 Andeer